# Little Caesars Arena
Le Little Caesars Arena est une salle omnisports située dans le centre-ville de Détroit, au Michigan.
Dès septembre 2017, ses locataires sont l'équipe de hockey sur glace des Red Wings de Détroit qui évoluent en LNH, ainsi que la formation de basket-ball des Pistons de Détroit, qui jouent en NBA. C’est le troisième domicile des Red Wings de Détroit après le Joe Louis Arena, patinoire dans laquelle ils évoluaient depuis la saison 1979-1980 et du désuet Olympia où ils ont joué entre 1927 jusqu’en 1979. L'aréna a une capacité  de 19 515 places en configuration hockey sur glace et 21 000 places en configuration basket-ball.

## Événements
- Lady Gaga, le 7 novembre 2017 pour sa tournée Joanne World Tour
- Muse, le 4 avril 2019 pour leur tournée Simulation Theory World Tour
- Madonna, le 15 janvier 2024 pour sa tournée Madonna: The Celebration Tour
- Olivia Rodrigo, le 23 mars 2024 pour sa tournée Guts World Tour
- P!nk, le 14 et le 15 octobre 2024 pour sa tournée Summer Carnival